# مارتن تشيك
مارتن تشيك (بالإنجليزية: Martin Cheek)‏ هو عالم نبات بريطاني، ولد في 1960.